# Olga Tass
Olga Tass (Pécs, 29 maart 1929 - 10 juli 2020) was een Hongaars turnster.
Tass won bij de Olympische Zomerspelen 1948 de zilveren medaille in de landenwedstrijd.
Vier jaar later, bij de Olympische Zomerspelen 1952, behaalde ze de zilveren medaille in de landenwedstrijd en de bronzen medaille in de landenwedstrijd draagbaar gereedschap.
Tass behaalde haar grootste successen bij de Olympische Zomerspelen 1956 met de gouden medaille in de landenwedstrijd draagbaar gereedschap, de zilveren medaille in de landenwedstrijd en de bronzen medaille op vloer.
Tass' echtgenoot Dezső Lemhényi was een waterpoloër en werd in 1952 met de Hongaarse ploeg olympisch kampioen.
Tass werd 91 jaar oud.

## Resultaten

### Olympische Zomerspelen
| Jaar | Plaats    | Resultaten |
| ---- | --------- | --- |
| 1948 | Londen    | in de landenwedstrijd                                                                                               |
| 1952 | Helsinki  | in de landenwedstrijd in de landenwedstrijd draagbaar gereedschap 11e in de meerkamp 7e op vloer 6e op balk         |
| 1956 | Melbourne | in de landenwedstrijd draagbaar gereedschap in de landenwedstrijd op vloer 4e in de meerkamp 6e op balk 7e op vloer |
| 1960 | Rome      | 7e in de landenwedstrijd 40e in de meerkamp                                                                         |

### Wereldkampioenschappen
| Jaar | Plaats | Resultaten            |
| ---- | ------ | --------------------- |
| 1954 | Rome   | in de landenwedstrijd |

1952: Evy Berggren, Vanja Blomberg, Ann-Sofi Colling, Karin Lindberg, Hjördis Nordin, Göta Pettersson, Gun Röring, Ingrid Sandahl ·
1956: Andrea Bodó, Erzsébet Gulyás, Ágnes Keleti, Alíz Kertész, Margit Korondi, Olga Tass
- Gemeinsame Normdatei: 1188574388
- International Standard Name Identifier: 0000 0005 0058 105X
- Library of Congress Control Number: no2019111599
- Virtual International Authority File: 6353156133216158430004